# Liste der Kulturdenkmale in Kleinosterhausen
Die Liste der Kulturdenkmale in Kleinosterhausen enthält die Kulturdenkmale des Landesamtes für Denkmalpflege und Archäologie in Sachsen-Anhalt im Ortsteil Kleinosterhausen der Gemeinde Lutherstadt Eisleben und ist eine Teilliste der Liste der Kulturdenkmale in Lutherstadt Eisleben. Grundlage ist das Denkmalverzeichnis des Landes Sachsen-Anhalt, das auf Basis des Denkmalschutzgesetzes des Landes Sachsen-Anhalt, welches am 21. Oktober 1991 durch das Landesamt erstellt und seither laufend ergänzt wurde (Stand: 31. Dezember 2022).

## Legende
In den Spalten befinden sich folgende Informationen:
- Lage: Nennt den Straßennamen und wenn vorhanden die Hausnummer des Kulturdenkmals. Die Grundsortierung der Liste erfolgt nach dieser Adresse. Der Link „Karte“ führt zu verschiedenen Kartendarstellungen und nennt die geographischen Koordinaten.
Link zu einem Kartenansichtstool, um Koordinaten zu setzen. In der Kartenansicht sind Baudenkmale ohne Koordinaten mit einem roten bzw. orangen Marker dargestellt und können in der Karte gesetzt werden. Baudenkmale ohne Bild sind mit einem blauen bzw. roten Marker gekennzeichnet, Baudenkmale mit Bild mit einem grünen bzw. orangen Marker.
- Offizielle Bezeichnung: Nennt den Namen, die Bezeichnung oder zumindest die Art des Kulturdenkmals und verlinkt, soweit vorhanden, auf den Artikel zum Objekt.
- Beschreibung: Nennt bauliche und geschichtliche Einzelheiten des Kulturdenkmals, vorzugsweise die Denkmaleigenschaften.
- Erfassungsnummer: Für jedes Kulturdenkmal wird in Sachsen-Anhalt eine 20stellige Erfassungsnummer vergeben. Die letzten zwölf Ziffern werden für die Untergliederung nach Teilobjekten genutzt und werden nur angegeben, soweit vergeben. In dieser Spalte kann sich folgendes Icon  befinden, dies führt zu Angaben zu diesem Baudenkmal bei Wikidata.
- Ausweisungsart: Die Einordnung des Denkmales nach § 2 Abs. 2 DenkmSchG LSA
- Bild: Ein Bild des Denkmales, und gegebenenfalls einen Link zu weiteren Fotos des Kulturdenkmals im Medienarchiv Wikimedia Commons. Wenn man auf das Kamerasymbol klickt, können Fotos zu Kulturdenkmalen aus dieser Liste hochgeladen werden:

## Kulturdenkmale
| Lage                 | Bezeichnung | Beschreibung | Erfassungs- nummer | Ausweisungsart | Bild           |
| -------------------- | ----------- | --- | ------------------ | -------------- | -------------- |
| Freiplatz (Karte)    | Kirche      | Die Kirche St. Stephanus stammt im Ursprung aus der romanischen Zeit, die heutige Kirche wurde zum Anfang des 18. Jahrhunderts erbaut. Im Inneren befindet sich eine Flachdecke, die Empore befindet sich im Norden und Westen der Kirche. Die Empore trägt das Jahresdatum 1714. Der Kanzelaltar ist aus der Bauzeit. Der Kirchhof, der zum Baudenkmal gehört, ist mit einer Mauer abgegrenzt. | 094 06081          | Baudenkmal     | Weitere Bilder |
| Freiplatz 14 (Karte) | Bauernhof   | Bauernhof | 094 65333          | Baudenkmal     | BW             |

## Ehemalige Kulturdenkmale
| Lage        | Bezeichnung | Beschreibung | Erfassungs- nummer | Ausweisungsart | Bild |
| ----------- | ----------- | ------------ | ------------------ | -------------- | ---- |
| Freiplatz 7 | Bauernhof   |              | 094 16956          |                |      |
| Freiplatz 8 | Bauernhof   |              | 094 65332          |                |      |